# فرودگاه باخموتوو
فرودگاه باخموتوو (به انگلیسی: Bakhmutovo) یک فرودگاه نظامی است که یک باند فرود علامت سؤال دارد و طول باند آن ۲۰۰۰ متر است. این فرودگاه در شهر رژف کشور روسیه قرار دارد و در ارتفاع ۲۱۳ متری از سطح دریا واقع شده‌است.